# Année du sacerdoce
L'année du sacerdoce est une année jubilaire proclamée par le pape Benoît XVI à l'occasion du 150e anniversaire de la mort du curé d'Ars, saint Jean-Marie Vianney. Elle s'est ouverte le 19 juin 2009, lors de la Fête du Sacré-Cœur, et s'est terminée le 11 juin 2010, à l'occasion de la célébration de la même fête.

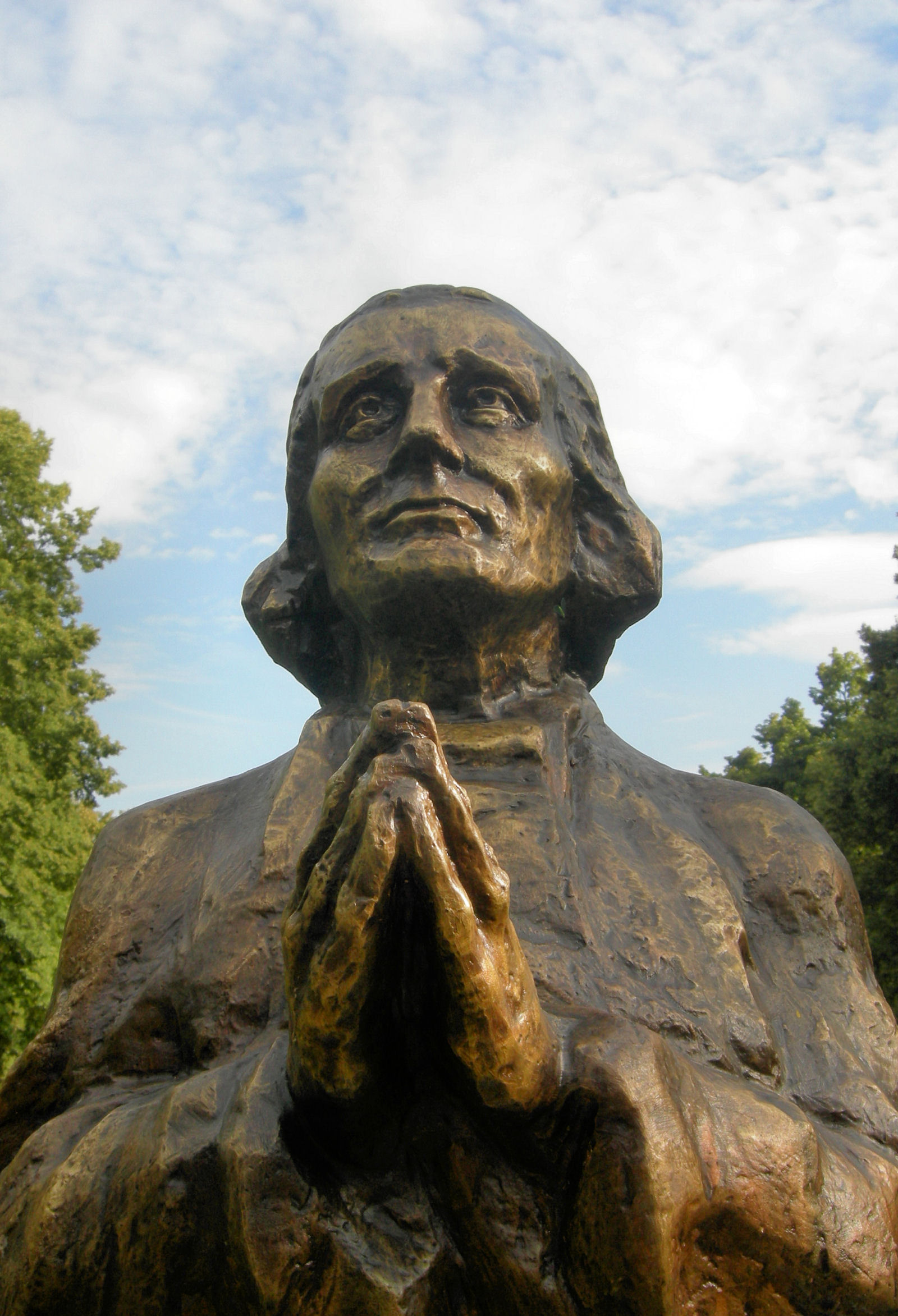
Le curé d'Ars.

## Annonce et contexte

### Annonce
L'annonce de l'année sacerdotale est faite le 16 mars 2009 dans un discours de Benoît XVI devant la Congrégation pour le clergé. Le pape demande à toute l'Église de célébrer le 150e anniversaire de la mort du curé d'Ars, et de placer tous les prêtres sous le patronage de celui qui avait déjà été proclamé « patron de tous les curés de l'univers ». Le thème choisi est « Fidélité du Christ, fidélité du prêtre » et l'objectif affiché est de « faire percevoir de plus en plus l'importance du rôle et de la mission du prêtre dans l'Église et dans la société ». 
Cette année jubilaire succède à l'année Saint-Paul, célébrée du 29 juin 2008 au 28 juin 2009 pour fêter le 2000e anniversaire de la naissance de l'apôtre Paul, et qui avait une forte coloration œcuménique.
C'est la Congrégation pour le clergé qui est chargée de coordonner les différentes initiatives et d'organiser les manifestations à Rome. Elle met également sur pied un portail internet consacré à l'année sacerdotale proposant ressources et textes magistériels.

### Un contexte de vigilance accrue contre les abus
Dès avant son élection comme pape, le cardinal Ratzinger avait fait un discours remarqué, dénonçant lors du chemin de Croix du Colisée de 2005 : « Que de souillures dans l’Église, et particulièrement parmi ceux qui, dans le sacerdoce, devraient lui appartenir totalement ! ». Largement commenté, cet éclat a été interprété par certains comme l'annonce de l'interdiction de l'accès aux séminaires pour les homosexuels, mais la plupart des commentateurs y ont vu une allusion au drame des abus sexuels sur mineurs dans l'Église catholique, ce que vient confirmer, peu après l'ouverture du pontificat de Benoît XVI, l'enquête relancée au sein des Légionnaires du Christ et la mise à la retraite imposée de leur fondateur,. Le Prédicateur de la Maison pontificale, Raniero Cantalamessa, suggère publiquement qu'un jour de jeûne et de pénitence soit établi spécifiquement en réparation de ces drames, pour exprimer "notre repentance devant Dieu et notre solidarité avec les victimes". En 2008, aux États-Unis, en Australie, le pape rencontre plusieurs fois des victimes d'abus sexuels.

### Un programme de reconstruction de l'identité du prêtre
Dans son discours d'annonce de l'ouverture de l'année sacerdotale, Benoît XVI résume ce qui lui semble fonder l'efficacité du ministère du prêtre, dans sa triple fonction : annoncer, sanctifier, rassembler (les tria munera de Thomas d'Aquin). Il insiste sur la tension vers la perfection morale qui est « une adhésion cordiale et totale à ce que la tradition ecclésiale a identifié comme l'apostolica vivendi forma », passant par la « participation à un  "nouveau style de vie", qui a été inauguré par le Seigneur Jésus et qui a été adopté par les apôtres ». Il souligne également qu'il est nécessaire que le ministère du prêtre se déroule dans une parfaite communion avec l'Église universelle. Plus ces conditions sont remplies, plus le ministère du prêtre est susceptible d'apporter Dieu aux fidèles : « chaque prêtre doit être bien conscient d'apporter un Autre, Dieu lui-même, au monde. Dieu est l'unique richesse que, en définitive, les hommes désirent trouver dans un prêtre ».
Plusieurs commentateurs font ressortir qu'en Occident, cette année sacerdotale s'inscrit dans un contexte de crise durable des vocations. 
Pour le journaliste Sandro Magister, l'identité du prêtre s'est effritée sous les coups de la sécularisation. Pour lui, « L'objectif de l'Année Sacerdotale est justement de reconstruire une forte identité spirituelle du prêtre, fidèle à sa mission originelle. Cela inclut aussi un vigoureux travail d'élimination de la "saleté" qui a souillé une partie du clergé, limitée en termes quantitatifs mais désastreuse quant à son image globale. ». Il cite également Mgr Jean-Louis Bruguès, secrétaire de la congrégation pour l'éducation catholique, dénonçant « l'ignorance impressionnante sur des points de doctrine élémentaires dont font aujourd'hui preuve les jeunes qui entrent au séminaire. ».

## Déroulement

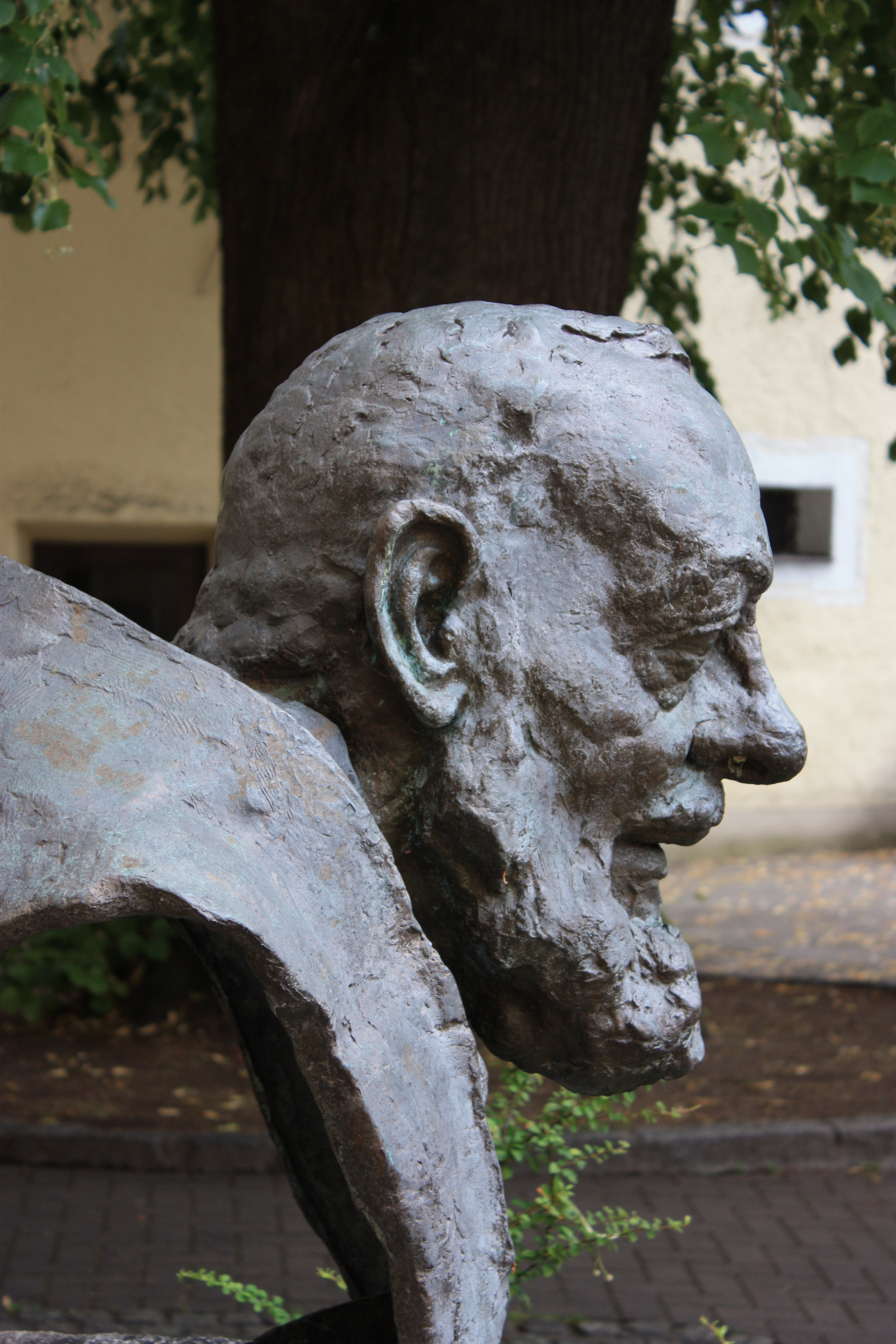
Le Padre Pio.

### Ouverture
L'année sacerdotale s'ouvre le 19 juin 2009, à l'occasion de la fête du Sacré-Cœur, en présence des reliques du curé d’Ars apportées par l’évêque de Belley-Ars, Mgr Guy Bagnard. Pour justifier l'occasion choisie, le pape rappelle que selon le catéchisme de l'Église catholique, 
« Le sacerdoce est l’amour du cœur de Jésus ». Il insiste également pour que les prêtres soient particulièrement attentifs à l'appel universel à la sainteté : « rien ne fait davantage souffrir l'Église, Corps du Christ, que les péchés de ses pasteurs »,. L’Irish Times y lit une réponse indirecte au scandale du traitement des abus sexuels sur mineurs par la hiérarchie catholique d'Irlande, à la suite de la publication du rapport Ryan et de la convocation des évêques irlandais à Rome.
Deux jours plus tard, le pape se rend en pèlerinage à San Giovanni Rotondo pour rendre également hommage à un autre prêtre déclaré saint par l'Église, le Padre Pio. Il dresse alors un parallèle entre ces deux figures de sainteté, dont la vie fut centrée sur la prière, l'eucharistie et la confession. Benoît XVI insiste fortement pour que ce dernier sacrement soit remis en honneur : « En particulier, le sacrement de Pénitence doit être encore plus valorisé et les prêtres ne devraient jamais se résigner à voir leurs confessionnaux vides ni se borner à constater la désaffection des fidèles pour cette extraordinaire source de sérénité et de paix. ».

### Retraite sacerdotale internationale à Ars
Le sanctuaire d'Ars a accueilli une retraite sacerdotale internationale du 27 septembre au 6 octobre 2009, rassemblant 1 200 prêtres venus de 75 pays. Une première retraite internationale s'était tenue en 2005.
Sous le thème général « La joie d'être prêtre : consacré pour le salut du monde ! », une série de conférences d'enseignement sont données par le cardinal Schönborn. Plusieurs autres prélats animent des conférences ou célèbrent la messe. À l'issue de la retraite, le cardinal Schönborn donnera son analyse des causes de la crise des vocations : il accuse le climat d'indécision dans la société, mais regrette aussi le flou contemporain autour de la formation et de l'identité du prêtre.
D'autres pèlerinages et retraites sacerdotales sont programmés à Ars au cours de l'année, notamment une retraite pour les prêtres de la communauté Saint-Martin prêchée par le cardinal Ricard, ou encore le pèlerinage du 8 mai 2010 auquel participent 10 000 personnes venues de onze diocèses du sud-est de la France.

### Parcours du reliquaire du cœur du curé d'Ars

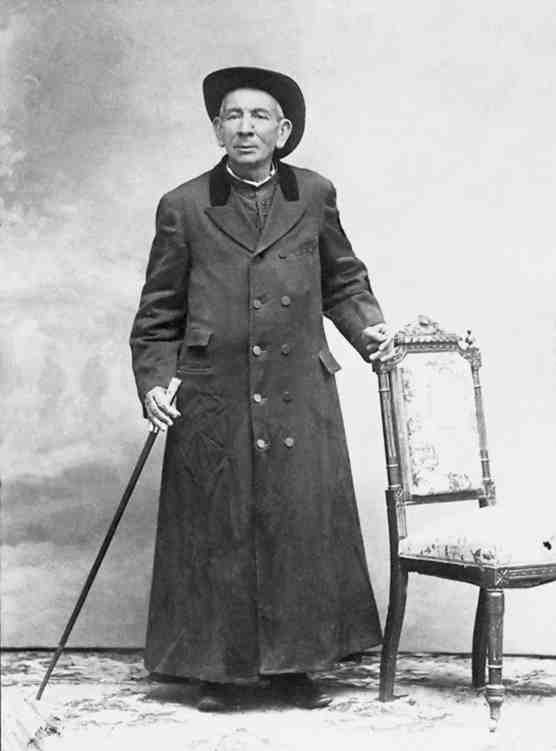
Le curé Brochero.

À la demande de la Congrégation pour le clergé, le reliquaire contenant le cœur du curé d'Ars est proposé à la vénération des fidèles dans plusieurs pays et dans plusieurs diocèses français. Elle est accompagnée de différentes manifestations, temps d'enseignement, d'adoration eucharistique, confessions. C'est l'occasion pour les diocèses de rappeler le sens du culte des reliques, et d'appeler à la prière pour prêtres, pour les vocations sacerdotales, et pour la réception de l'appel universel à la sainteté,.
Du 6 au 29 novembre 2009, la relique visite ainsi 25 diocèses d'Argentine. Une messe réunit tous les évêques du pays, à la veille de la réunion de la conférence épiscopale nationale, à la basilique Notre-Dame-de-Luján (patronne du pays) dans la ville éponyme, le 11 novembre. Un second point culminant du voyage est une assemblée de prière pour la sanctification du clergé les 15 et 16 novembre à Villa Cura Brochero, où il est proposé aux fidèles de prier pour obtenir la béatification d'un prêtre argentin, le vénérable José Gabriel Brochero, dont la figure est mise en parallèle avec celle du curé d'Ars,.
En avril, la relique visite l'Irlande pendant quatre jours, avec des étapes à Cork, Dublin, au sanctuaire de Knock et à Armagh. Les évêques d'Irlande y voient « un moment de grâce et de régénération pour les fidèles » et l'occasion  « d'un renouveau du ministère sacerdotal dans tout le pays » après les scandales et leur gestion incorrecte par la hiérarchie qui ont « sali le travail admirable réalisé par d'innombrables prêtres »,. Le cardinal Brady fait sien l'objectif du pape Benoît XVI de réveil de la foi catholique en Irlande par la redécouverte de la confession. Il insiste également sur le sens du culte des reliques, qui ne sont « pas des baguettes magiques ». Il s'agit d'un mémorial de l'amour et des vertus héroïques manifestés par les saints, vertus qui ne leur viennent pas d'eux-mêmes mais des mérites du Christ.

### Autres initiatives
L'association Aide à l'Église en détresse (AED) propose le parrainage spirituel des prêtres des pays où l'Église est menacée ou persécutée.
Le 26 avril 2010, en béatifiant le carme italien Angiolo Paoli (1642-1720), surnommé le Père des pauvres, Benoît XVI le propose en « exemple à tous les prêtres, de façon particulière à ceux qui appartiennent à des instituts religieux de vie active ».
En pèlerinage à Fátima, le 12 mai, le pape consacre les prêtres au cœur immaculé de Marie et lui demande notamment « Que l'Église puisse être renouvelée par de saints prêtres. ».

### Conclusion
L'année sacerdotale se conclut comme elle s'est ouverte par la célébration de la solennité du Sacré-Cœur, le 11 juin 2010. Pour donner de l'ampleur à cette conclusion, la Congrégation pour le clergé organise un congrès mondial des prêtres à Rome du 9 au 11 juin 2010, autour du pape Benoît XVI. C'est ainsi que 15 000 prêtres venus de 91 pays, le plus grand rassemblement international de prêtres jamais effectué, prendront part aux veillées de prières, aux temps d'adoration eucharistique ou d'enseignement et de réflexion,.
Dans son homélie, le pape demande solennellement pardon pour les affaires de pédophilie, soulignant qu'aux dimensions de redécouverte du sacerdoce et d'action de grâce s'est ajoutée de façon éclatante la nécessité de la purification : « nous entendons promettre de faire tout ce qui est possible pour que de tels abus ne puissent jamais plus survenir ». Benoît XVI cite deux axes d'efforts : le discernement des vocations véritables et l'accompagnement des prêtres. Mais il invite à répondre avec « courage et humilité » à ces défis :
« Si l’Année sacerdotale avait dû être une glorification de notre prestation humaine personnelle, elle aurait été détruite par ces événements. Mais il s’agissait pour nous exactement du contraire : devenir reconnaissant pour le don de Dieu, un don qui se cache « dans des vases d’argile » et qui toujours de nouveau, à travers toute la faiblesse humaine, rend concret son amour en ce monde. »
Durant un temps d'échanges avec les prêtres, le pape a également l'occasion de redire son attachement à la discipline du célibat des prêtres. Il propose une lecture originale de cette règle de vie, y voyant une « anticipation [...] du monde de la résurrection », et attribue sa difficile réception dans le monde contemporain au fait « que l’on ne pense plus à l’avenir de Dieu : le présent de ce monde semble suffisant à lui seul ».

## Une interrogation sur l'identité du prêtre
La Congrégation pour le clergé, dirigée par le cardinal préfet Claudio Hummes, produit de nombreux documents pour renforcer et ressourcer l'identité du prêtre. Le rôle central de Mauro Piacenza, alors secrétaire de la congrégation, et auteur de nombreux messages et homélies sur ce thème, a été souligné. Rappelant aux prêtres le mystère déposé en leurs mains, il les exhorte à vivre un combat spirituel lucide : « Que ce dépôt ne soit jamais trahi ! Puisse-t-il maintenir éveillée la conscience du baiser de prédilection que nous avons reçu, et nous conduire, y compris et surtout au temps de l’épreuve, à redire notre "oui" total : un "oui" conscient de ses limites, mais pas bloqué par elles ; un "oui" libre de tout complexe d’infériorité ; un "oui" conscient de l’histoire, mais jamais intimidé face à elle. ». Le statut particulier du prêtre doit être vécu comme un appel permanent à la sanctification : « Tout, dans le prêtre, doit rappeler, à lui-même et au monde, qu’il est devenu l’objet d’un don immérité et non méritable, qui fait de lui une présence efficace de l’Absolu dans le monde, pour le salut des hommes. » .
La congrégation participe également à la réalisation d'une vidéo d'une trentaine de minutes, « Alter Christus  : Fidelitas Christi, Fidelitas Sacerdotis » sur la vie de Jean-Marie Vianney et l'identité du prêtre. La vidéo est réalisée en cinq langues et diffusée en DVD et sur internet. Le journal La Vie y voit un film de sensibilité très traditionnelle.

## Réception et critiques

### Dans l'épiscopat
Plusieurs évêques, ont reconnu que la proclamation de l'année du sacerdoce et le choix de la figure du curé d'Ars ont été pour eux une surprise, mais ils se sont très vite appuyés sur cette thématique,.
Le cardinal Vingt-Trois qui avait fait de 2008-2009 une « année du prêtre » pour son diocèse de Paris publie ainsi en septembre 2009 un livre intitulé : « Évêques, prêtres et diacres » où il articule les thématiques importantes du sacerdoce catholique : le rattachement à la figure du Christ, le lien avec le diaconat, l'enseignement à tirer de la vie de Saint Jean-Marie Vianney, et les défis contemporains.
Effectuant un premier retour sur l'année sacerdotale en mars 2010, alors que le pape et l'Église sont critiqués dans les médias sur la question des abus sexuels sur des mineurs, le cardinal indique :
«L'année sacerdotale nous a réveillés. Non seulement nous avons continué à appeler des hommes au sacerdoce, mais nous avons aussi osé reprendre plus clairement la parole au sujet du ministère des prêtres.».
Peu avant la clôture de l'année sacerdotale, Bernard Podvin, porte-parole de la conférence des évêques de France, se félicite qu'elle ait permis de souligner la dimension du service, non pas comme « prouesse surhumaine » mais comme mise en relation : « un enracinement radical en Christ duquel découle une passion pour les personnes ! »

### Dans la presse
La télévision catholique KTO a dédié pendant cette année une émission intitulée « Portrait de prêtre » qui était diffusée les dimanches à 19 h 40 et les mercredis à 10 h 25.